# 1969: The Velvet Underground Live
1969: The Velvet Underground Live je koncertní dvojalbum newyorské rockové skupiny The Velvet Underground, poprvé vydané v roce 1974. Album skupina nahrála 19. října 1969 v Dallasu v Texasu a v listopadu téhož roku v San Franciscu v Kalifornii.

## Seznam skladeb
Všechny skladby napsal(i) Lou Reed. 
| Strana 1 | Strana 1                | Strana 1                      | Strana 1 |
| Pořadí   | Název                   | Původní album                 | Délka    |
| -------- | ----------------------- | ----------------------------- | -------- |
| 1.       | I'm Waiting for the Man | The Velvet Underground & Nico | 7:00     |
| 2.       | Lisa Says               | The Velvet Underground        | 5:46     |
| 3.       | What Goes On            | The Velvet Underground        | 8:47     |
| 4.       | Sweet Jane              | Loaded                        | 3:58     |

| Strana 2 | Strana 2                                   | Strana 2                      | Strana 2 |
| Pořadí   | Název                                      | Původní album                 | Délka    |
| -------- | ------------------------------------------ | ----------------------------- | -------- |
| 1.       | We're Gonna Have a Real Good Time Together |                               | 3:12     |
| 2.       | Femme Fatale                               | The Velvet Underground & Nico | 3:01     |
| 3.       | New Age                                    | Loaded                        | 6:31     |
| 4.       | Rock & Roll                                | Loaded                        | 6:00     |
| 5.       | Beginning to See the Light                 | The Velvet Underground        | 5:26     |

| Strana 3 | Strana 3       | Strana 3                      | Strana 3 |
| Pořadí   | Název          | Původní album                 | Délka    |
| -------- | -------------- | ----------------------------- | -------- |
| 1.       | Ocean          |                               | 10:46    |
| 2.       | Pale Blue Eyes | The Velvet Underground        | 5:50     |
| 3.       | Heroin         | The Velvet Underground & Nico | 9:42     |

| Strana 4 | Strana 4                                            | Strana 4                      | Strana 4 |
| Pořadí   | Název                                               | Původní album                 | Délka    |
| -------- | --------------------------------------------------- | ----------------------------- | -------- |
| 1.       | Some Kinda Love                                     | The Velvet Underground        | 4:44     |
| 2.       | Over You                                            |                               | 2:15     |
| 3.       | Medley: „Sweet Bonnie Brown“ / „It's Just Too Much“ |                               | 7:50     |
| 4.       | White Light/White Heat                              | White Light/White Heat        | 8:32     |
| 5.       | I'll Be Your Mirror                                 | The Velvet Underground & Nico | 2:17     |

## Obsazení
- Lou Reed – kytara, zpěv
- Sterling Morrison – kytara, zpěv
- Doug Yule – baskytara, varhany, zpěv
- Maureen Tuckerová – bicí, perkuse